# Jean-Autric (sous-marin)
Pour le capitaine de frégate, voir Jean Autric.
Ne doit pas être confondu avec Unterseeboot 105 (1940).
Le sous-marin Jean-Autric est un sous-marin français d'origine allemande lancé le 16 mai 1917 sous le nom d'U-105. Le 11 novembre 1918, il est réquisitionné en réparation des dommages de guerre par les troupes françaises qui en prennent possession et le rebaptisent  sous-marin Jean-Autric. Il servira jusqu'au 27 avril 1937 et sera démantelé en 1938.

## Histoire

### Construction
Le sous-marin fut construit par l’Arsenal Germania à Kiel en 1916.

### Service actif en tant qu’U-105(Allemagne)
Du 4 juillet 1917 au  11 novembre 1918, il est sous le commandement de Friedrich Strackerjan (né le 26 août 1887). L’U-105 effectua 6 patrouilles (IV flottille) et coula 19 navires ennemis pour un tonnage total de 55 834 tonnes. Il endommagea également deux autres bâtiments.
Liste des navires ennemis coulés (le tonnage est alors mentionné) ou endommagés par l’U-105.
- 14 octobre 1917, Ecaterini C. D.,  GRE, 3 739 tonnes.
- 15 octobre 1917, Saint Paul,  FRA, 79 tonnes.
- 15 octobre 1917, St. Helens,  USA, 1 497 tonnes.
- 17 octobre 1917, Antilles,  USA, 6 878 tonnes.
- 19 décembre 1917, Vinovia,  GBR, 7 046 tonnes.
- 22 décembre 1917, Colemere,  GBR, 2 120 tonnes.
- 24 décembre 1917, Canova,  GBR, 4 637 tonnes.
- 28 décembre 1917, Lord Derby,  GBR, 3 757 tonnes.
- 24 février 1918, Sarpfos,  NOR, 1 458 tonnes.
- 26 février 1918, Dalewood,  GBR, 2 420 tonnes.
- 27 février 1918, Largo,  GBR, 1 764 tonnes.
- 1er mars 1918, Penvearn,  GBR, 3 710 tonnes.
- 2 mars 1918, Carmelite,  GBR, 2 583 tonnes.
- 29 avril 1918, Christiana Davis,  GBR, 86 tonnes.
- 29 avril 1918, Johnny Toole,  GBR, 84 tonnes.
- 7 mai 1918, Nantes,  GBR, 1 580 tonnes.
- 7 mai 1918, Saxon,  GBR, 1 595 tonnes.
- 2 juillet 1918, Pieuse Paysanne (endommagé),  FRA, -.
- 2 juillet 1918, Albert 1er (endommagé),  FRA, -.
- 31 août 1918, Milwaukee,  GBR, 7 323 tonnes.
- 7 septembre 1917, Ruysdael,  GBR, 3 478 tonnes.

### Service actif en tant queJean-Autric(France)

#### LeJean-Autric
Jean Baptiste Pierre Marius Autric était un capitaine de frégate né le 29 décembre 1871 à Toulon. Commandant en second du cuirassé Bouvet, il disparaît aux Dardanelles le 18 mars 1915. Il est englouti avec le bâtiment alors qu'il était descendu dans l'entrepont pour lutter jusqu'à la dernière minute contre l'invasion de l'eau. Il sera déclaré Mort pour la France le 18 mars 1915 (disparu en mer avec le Bouvet)  par jugement du Tribunal de Toulon en date du 20 mars 1916.